# Microrégion d'União da Vitória
La microrégion d'União da Vitória est l'une des quatre microrégions qui subdivisent le sud-est de l'État du Paraná au Brésil.
Elle comporte 7 municipalités qui regroupaient 120 208 habitants en 2006 pour une superficie totale de 5 486 km².

## Municipalités[1]
- Bituruna
- Cruz Machado
- General Carneiro
- Paula Freitas
- Paulo Frontin
- Porto Vitória
- União da Vitória